# Наука в Україні

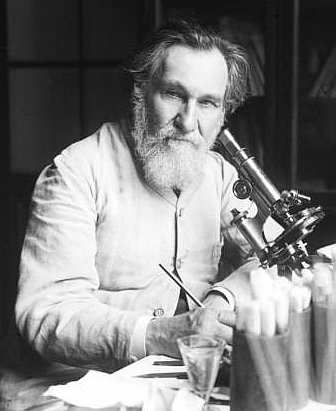
Лауреат Нобелівської премії І. І. Мечников (1845—1916), випускник Харківського університету і завідувач кафедри зоології Одеського університету

Наукові дослідження в Україні вперше почали набувати систематичного характеру в XVII–XVIII століттях зі створенням і розвитком Києво-Могилянської академії та Львівського університету, де, однак, розвивалися переважно гуманітарні науки під домінантним впливом релігії.
Значного розвитку наука в Україні набула в XIX столітті, коли було засновано Харківський (1804), Київський (1834) і Одеський (1865) університети, які стали науковими центрами України і до викладання в яких залучалися іноземні науковці, що дозволило створити власні наукові школи високого рівня. Визначальним у розвитку української науки стало створення у 1918 році Української академії наук (згодом ВУАН, АН УРСР і нарешті НАН України) і подальше заснування низки наукових установ у її складі.
Наразі найбільшим науковим центром в Україні є Національна академія наук України з її 168 науковими установами, також великими науковими центрами є Київський, Харківський, Львівський, Одеський, Чернівецький національні університети і «Київський політехнічний інститут».

## Історія науки в Україні

### Античні часи
З часу виникнення на північних берегах Чорного та Азовського морів античних стародавніх грецьких міст-держав (VIII–VII ст. до н. е.) існують відомості про збирання донаукового знання на території сучасної України. Найвідомішими грецькими містами-державами того часу були: Ольвія (нині с. Парутине в гирлі Південного Бугу), Херсонес (околиці сучасного Севастополя), Пантикапей (місце сучасної Керчі), Тіра (на місці нинішнього Білгорода-Дністровського), Феодосія, Керкінітида (на місці сучасної Євпаторії) та інші. Античні міста відзначалися значним розвитком освіти, медицини та культури. Мешканці приділяли значну увагу навчанню дітей: учні вивчали читання, лічбу, письмо, риторику, красномовство. Розвивалися історія і філософія.[джерело?] Особливе значення приділялося медицині. Про це свідчать численні археологічні знахідки (хірургічні ножі, пінцети, голки та ін). В Ольвії існувала аптека. Мешканці Керкінітиди широко використовували цілющі властивості кримських грязей. Історик Пліній Старший так описував один з берегів Сакського озера: «…на Таврійському півострові є земля, за допомогою якої лікуються різні хвороби». Невипадково відомий вчений Діонісій Малий (*475—†550) походив зі Скіфії (історично етнічної України).[джерело?]

### Часи Київської Русі

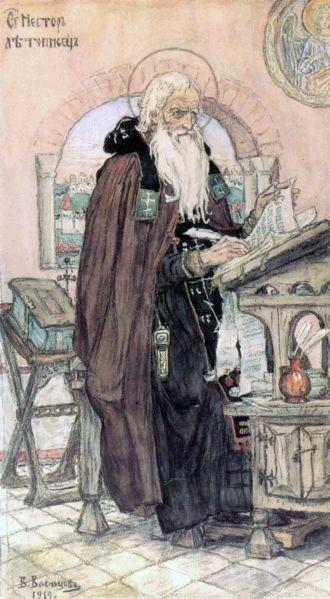
Нестор-літописець

Найбільшого розвитку освіта в Київській Русі набула за часів правління князів Володимира Великого та Ярослава Мудрого. Володимир значно розширив межі держави та здійснив реформування місцевого управління, унаслідок чого вся повнота виконавчої, законодавчої, судової та військової влади зосередилася у руках великого князя. Активний розвиток освіти і науки почався після хрещення Русі. Першу школу в Києві заснував князь Володимир. Діти бояр і вельмож там вчилися читати, писати, співати церковних пісень, оволодівали грецькою мовою. З цієї школи виходили освічені священики, писарі, перекладачі з грецької та інших мов на церковнослов'янську. Ярослав Мудрий збирав у чужих державах книги з різних питань пізнання світу і сформував величезну на той час бібліотеку. До шкіл на навчання Ярослав залучав здібних дітей не лише князів та духовенства, а й простих міщан. Основною причиною накопичення знань у цей період була практична діяльність. Наприклад, знання хімічних властивостей та особливостей будівельних матеріалів застосовували у виготовлені скла, мозаїк, різнокольорових емалей, черні, фрескових розписів храмів тощо. Також при зведенні будівель застосовувались математичні знання.
Значного розвитку на Русі досягли географічні знання. Так у «Повісті минулих літ» місце проживання східнослов'янських племен літописець Нестор пов'язував із річками Дунай, Дніпро, Морава, Прип'ять, Західна Двіна, Десна та Сула. Він досить докладно описав шлях «з варягів у греки», що пролягав уздовж Дніпра, Ловаті, Ільменського озера, річки
Волхов і далі Варязьким морем. У літописі названо багато тогочасних і давніх країн, що також свідчить про досить гарну обізнаність русичів у царині географії.
Найбільший вплив на натурфілософський розвиток Русі справляла Візантія, що давало доступ до натуралістичних творів грецького та римського світів. З перекладених книг черпали наукові знання про природу («Шестиднєв» Василя Великого та «Фізіолог»), географію («Топографія» Козьми Індикоплова), філософію (короткі уривки з творів Платона й Аристотеля). Були в Київській Русі і власні філософи: митрополит Клим Смолятич та волинський князь Володимир Василькович. Розвиток науки активно спостерігався аж до розпаду Київської Русі.

### Розвиток науки протягом XVIст. і початку XVIIст.

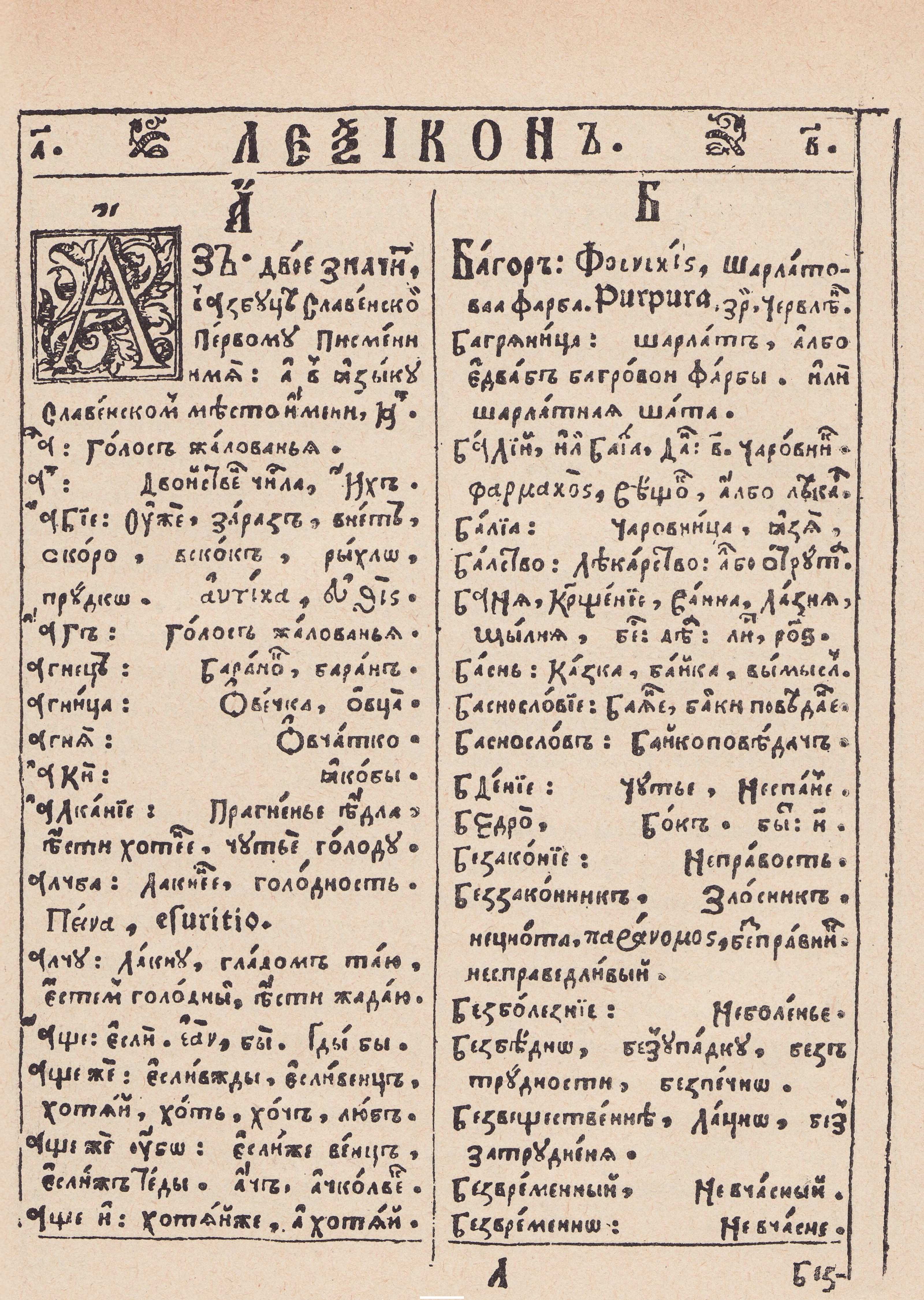
Перша сторінка одного з найдавніших словників української мови — «Лексіконъ славенорωсскїй и именъ Тлъкованїє» Памви Беринди

У цей період в Україні відбувався певний розвиток деяких галузей лінгвістики — лексикографії й лексикології. Серед відомих лексикографів того часу, можна відзначити Памва Беринду, автора одного з найдавніших словників української мови, Лаврентія Зизанія автора першого друкованого церковнослов'янсько-українського словника, що вийшов у світ у Вільні в 1596 році та Івана Федорова, який видав перший східнослов'янський Буквар.
У 1576 році князем Костянтином-Василем Острозьким у своєму родовому місті Острог було засновано Острозьку академію, першу науково-освітню установу України. В основу діяльності Острозької академії було покладено традиційне для середньовічної Європи вивчення семи вільних наук (граматики, риторики, діалектики, арифметики, геометрії, музики, астрономії), а також «вищих» наук: філософії, богослів'я, медицини. Студенти Острозької академії опановували п'ять мов: слов'янську, польську, давньоєврейську, грецьку, латинську. Першим ректором школи був письменник Г. Смотрицький, викладачами — видатні тогочасні українські та зарубіжні педагоги-вчені, такі як Дем'ян Наливайко, Христофор Філалет, Василь Суразький, Іван Лятос, Кирило Лукаріс, Клірик Острозький та педагоги із Краківського та Падуанського університетів. Острозька академія мала великий вплив на розвиток педагогічної думки та організацію шкільництва в Україні: за її зразком діяли пізніші братські школи у Львові, Луцьку, Володимирі. Вихованцями академії були: відомий учений і письменник М. Смотрицький, гетьман П. Сагайдачний, архімандрит Києво-Печерської лаври Єлисей Плетенецький та ін. видатні церковні і культурні діячі. Із заснуванням 1624 року в Острозі єзуїтської колегії Острозька академія занепала і 1636 року припинила своє існування.

### Розвиток науки у XVII—XVIIIст.

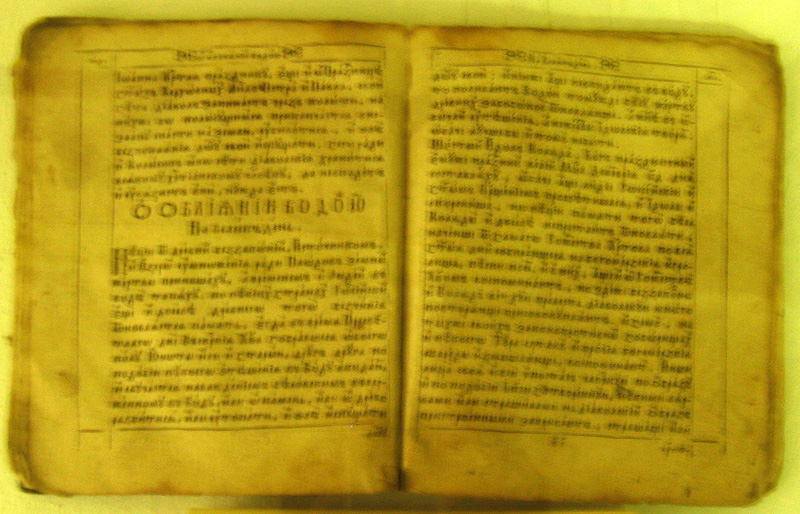
Київський Синопсис

У 1632 році було засновано Києво-Могилянську академію, яка завдяки потужній фінансовій підтримці гетьмана Мазепи згодом стає великим науково-освітнім центром. Серед науково-освітніх діячів того часу були — Інокентій Гізель, Іоаникій Галятовський, Лазар Баранович, Антоній Радиловський, Феодосій Сафонович, Араній Сатановський, Варлаам Ясинський, Симеон Полоцький, Епіфаній Славинецький та ін. Інокентій Гізель, що працював у галузі історії, є автором «Синопсиса» (1674 р.) — короткого нариса історії України і Росії від найдавніших часів до останньої чверті XVII ст., який мав велику популярність, і навіть використовувався як офіційний підручник.
У цей період спостерігається становлення й утвердження лінгвістики. Одним з найвідоміших українських учених того часу вважається Єпифаній Славинецький, автор греко-слов'яно-латинського Лексикону та словника малозрозумілих слів у Святому Письмі.
Поряд з історичними та лінгвістичними дослідженнями вчені Києво-Могилянської академії зосереджували увагу на складних питаннях астрономії, математики, медицини, географії. Зокрема, Іоаникій Галятовський намагався розкрити причину таких природних явищ, як сонячне і місячне затемнення, хмарність, дощ, вітер, блискавка тощо. Єпифаній Славинецький здійснив переклади слов'янською мовою посібників з анатомії Везалія. У 1707—1708 pp. Феофан Прокопович уклав курс лекцій з арифметики та геометрії для слухачів Києво-Могилянської академії.

### Розвиток української науки у складі двох імперій
Після фіксації розподілу українських земель у складі Російської і Австро-Угорської імперій почався новий етап розвитку науки в Україні. Обидві імперії зберігали архаїчний економічний устрій, але поступово прогресували в культурній сфері.

#### В складі Російської імперії
Було відкрито 3 університети: Харківський (1804), Київський (1834) і Одеський (1865). У цих університетах концентрувалися переважно приїжджі викладачі та професори з інших областей Росії, у першу чергу з Петербургу, Москви та німецьких освітніх закладів Балтії. Нечисленні місцеві дослідники також йшли викладати в університети. Проте вже в другій половині ХІХ сторіччя серед випускників університетів побільшало українців, а до початку ХХ сторіччя в університетах були сформовані потужні місцеві наукові школи.
Науковці, що працювали на українських землях здійснили цілий перелік наукових відкриттів світового рівня. Зокрема, анатом і гістолог Володимир Бец описав нервові клітини Беца і нейрони Кахаля, гістолог Никанор Хржонщевський відкрив епітелій у легенях, ботанік Сергій Навашин описав подвійне запліднення у квіткових рослин, Ілля Мечніков описав клітинний імунітет і фагоцитоз, за що отримав Нобелівську премію з фізіології і медицини, фізіолог Володимир Правдич-Немінський виміряв першу неінвазивну електроенцефалограму.
Багато українців робили наукову кар'єру в інших регіонах імперії, часто зберігаючи своє коріння, як, наприклад, хірург Микола Скліфосовський.

#### В складі Австро-Угорської імперії
Під правлінням Австро-Угорщини існував ще з польських часів Львівський університет, а у 1875 році було відкрито Чернівецький університет.

### Розвиток української науки у інших країнах
Поодинокі, але вельми значимі як українські науковці, так і їх праці мали місце в ряді країн Європи. Наприклад:
- Юрій Дрогобич, при народженні Юрій Михайлович Донат-Котермак, до ХХ століття відомий як Джорджо да Леополі (лат. Magister Georgius Drohobich de Ucraina, пол. Jerzy Drohobycz (Kotermak), Georgius Drohobicz; 1450, Дрогобич, нині Львівська область, Україна — 4 лютого 1494, Краків) — руський (український) науковець епохи Відродження, освітній діяч, поет, філософ, астроном та астролог. Доктор медицини та філософії. Ректор Болонського університету медицини й вільних мистецтв, професор і віце-канцлер Істрополітанської академії у Братиславі, професор Ягеллонського університету в Кракові. Автор першої друкованої книги (інкунабули) українського автора — Прогностична оцінка поточного 1483 року.
- Павло Русин із Кросна (лат. Paulus Ruthenus Crosnensis, бл. 1470, Кросно, сучасна Польща — листопад 1517, Старий Сонч[9] 1517, Сянік чи Новий Сонч) — український й польський поет і мислитель доби Відродження.
- Лукаш (з Нового Міста) лат. Lucas de Nova Civitate Ruthenus, ? — 1542) — галицький філософ, педагог, учений-гуманіст XVI ст. Навчався у Яґеллонському університеті, що в Кракові, (1513—1515). Закінчив його як бакалавр (від 1517) і доцент філософії (від 1521) та магістр вільних мистецтв.
- Пулюй Іван Павлович (Ivan Puluj, Johann Puluj, 2 лютого 1845, містечко Гримайлів, нині смт, Чортківський район — 31 січня 1918, Прага) — український фізик та електротехнік, винахідник, організатор науки, публіцист, перекладач Біблії українською мовою, громадський діяч. Встановив фундаментальні властивості й природу катодних і Х-променів. Професор і ректор Німецької вищої технічної школи в Празі, державний радник з електротехніки Богемського королівства і Моравського маркграфства.

### Розвиток науки у складі СРСР
Більшовицький уряд потребував наукової структури, яка б стояла над вищими навчальними закладами та координувала розвиток освіти. ВУАН не підходила, оскільки мала в складі стару професуру. Тому наприкінці 1921 року було прийнято рішення про створення мережі науково-дослідних кафедр при Наркомосі. Кафедрами керував Науковий комітет Наркомосвіти УРСР. У березні 1922 року було створено 53 кафедри по всій Україні, на початку 1923 року їхнє число досягло 88.
Також в цей період існувало багато наукових товариства різного профілю. Вони об'єднували як аматорів, так і знаних вчених, які в рамках ухваленої ними програми досліджень здійснювали вільний науковий пошук без огляду на регламентуючий вплив владних структур. У 20-30 х рр. в Україні працювало 35 наукових товариств:
Для співпраці між науковими кафедрами, товариствами та ВУАН були створені місцеві бюро Наукового комітету при губернських відділах професійної освіти. Такі бюро працювали в Києві, Одесі та Катеринославі. У Києві бюро очолив Леонід Левицький, а до його складу ввійшли Агатангел Кримський, Володимир Плотніков та професори Сергій Веселовський і Євген Черняхівський. У 1924 році функції Наукового комітету було передано Головному науково-методичному управлінню науковими установами при НКО УСРР (відомий як Укрголовнаука, Упрнаука чи Укрнаука). Укрнаука мала науково-дослідну, музейно-бібліотечну та інформаційно-видавничу секції, комісії з присудження наукових ступенів, присудження премій і кваліфікаційну. Також до її складу входив Український комітет охорони пам'ятників. Укрнаука регламентувала спілкування науковців з іноземними колегами та погоджувала закордонні відрядження, часом зі створенням додаткових перепон.
Пізніше на листопадовій сесії ВУАН у 1929 році було прийняте несподіване рішення про ліквідацію усіх наукових товариств у системі Академії. А в 1930 р. вийшла ще й постанова ЦК КП(б)У «Про завдання партії в області наукової роботи», яка закликала до рішучої боротьби з дрібнобуржуазним, одноосібним ставленням окремих працівників до наукових досліджень та переходу до принципів колективності й плановості, які передбачалося запровадити в діяльність наукових товариств. Наслідком ухваленого рішення став стрімкий занепад наукових товариств, які виявилися неспроможними існувати в нових умовах, що передбачала постійне втручання компетентних органів у вільний науковий пошук. Більшість наукових товариств перестали функціонувати, а ті, що існували поза структурою ВУАН, ледь виживали, хоча й проіснували більш тривалий час, оскільки їх діяльність не піддавалася такій суворій регламентації з боку держави.
Учені УСРР внесли вагомий вклад у скарбницю світової науки. Багато їхніх розробок стали основою створення нових галузей промисловості, прогресивних технологій, матеріалів, машин і механізмів. У республіці працювало 200 тис. наукових працівників, у тому числі 62 тис. докторів і кандидатів наук. В УРСР налічувалось 150 вишів, в яких працювало 1,4 тис. професорів і докторів наук, близько 16 тис. доцентів і кандидатів наук.[коли?] Великий загін учених працював у Південному відділенні Всесоюзної Академії сільськогосподарських наук імені В. І. Леніна. Найбільшим науковим центром УРСР була Академія наук Української PCP — 81 тис. співробітників, у тому числі 14 тис. наукових працівників, серед яких понад 1000 докторів і 7000 кандидатів наук, 300 академіків і членів-кореспондентів АН УРСР.[коли?]
Результати фундаментальних досліджень дали змогу пояснити ряд явищ при поділі атомних ядер, створити принципово нові стани речовини з наперед заданими властивостями, розшифрувати структуру складних хімічних речовин, створити наукові передумови управління спадковістю й мінливістю живих організмів. Підтвердженням високої якості цих технологій є продаж ліцензій промислово розвинутим країнам.[джерело?]

## В незалежній Україні

### Законодавчий статус
Розвиток науки та діяльність наукових установ в державі регламентовані Законом України «Про наукову і науково-технічну діяльність».

#### Основні параметри
У незалежній Україні наукові дослідження ведуть державні та приватні організації. Державний сектор науки представлений Національною академією наук (НАН) України, галузевими академіями наук, науково-дослідними підрозділами університетів, дослідними організаціями підпорядкованими окремим міністерствам. На фоні відносно стабільної уваги держави до розвитку таких прикладних галузей, як аерокосмічні технології, прикладна математика, енергетика, університетська базова наука і освіта залишилися на низькому рівні, страждаючи від недоліків радянської системи.
Тим не менш, станом на червень 2016 Україна зберігає потужний інтелектуальний потенціал, який здатний до генерації наукових ідей світового рівня, має сильні наукові школи з математики, інформатики, фізики, хімії, медицини, ядерної фізики, радіоелектроніки, біотехнології, розробки нових матеріалів, інформаційних технологій, засобів зв'язку та телекомунікацій. Україна входить до вісімки країн світу, які спроможні забезпечити повний цикл проектування та виробництва авіакосмічної техніки, до п'ятірки країн світу з повним циклом виробництва танків та до десятки найбільших суднобудівних країн світу. В Україні розвинуті також інші високотехнологічні галузі промисловості, зокрема виробництво важкого машинобудування, енергетичного устаткування, приладобудування.

Величина витрат на дослідження і розробки в Україні та обраних країнах світу, на душу населення в ПКС національних валют, дол. США 2015 року

Серед чинників, які гальмують розвиток науки основними є:
- незадовільний рівень фінансування
- низький попит на результати наукових досліджень
- відсутність належної матеріально-технічної бази наукової діяльності
- великий обсяг навчально-педагогічного навантаження викладачів вищих навчальних закладів, яке практично не залишає часу на наукову роботу
- недосконалість нормативно-правових та організаційних чинників її функціонування
- відсутність загальновизнаних критеріїв оцінки результатів діяльності наукових співробітників.

На думку міністра освіти й науки Івана Вакарчука, в Україні виникла ціла низка нових вищих навчальних закладів (у 2008 році їх кількість перевищила 900), однак сумарна результативність їх наукової діяльності суттєво знизилася.
Наразі українська наука знаходиться в депресивному стані, існуючи значною мірою на тій базі і в тій залишковій конфігурації, які перейшли від радянських часів. Незважаючи на задекларований європейський напрямок розвитку і офіційне нібито визнання дипломів міжнародного зразку, в Україні досі не визнаються іноземні дипломи, навіть таких відомих установ як Оксфорд чи Сорбонна, а фахівці із міжнародним досвідом змушені проходити принизливу процедуру нострифікації. Натомість у науковій сфері утворився особливий прошарок членів державних академій (таких як академіки НАН України), які мають привілейований статус за такі поняття, як «видатний внесок» і «визначні здобутки» в науці (обидва поняття не мають а ні критеріїв, а не чіткої процедури їх визначення). Попри численні заклики реформувати структуру науки в державі, таких реформ майже не відбувається. Низка провідних науковців заперечує необхідність суттєвих структурних змін.. Так, у 2015 році академік НАН України Вадим Локтєв написав відкритого листа президенту України Петру Порошенкові, у якому аргументував актуальність наявної в Україні структури наукових інституцій. Також оглядачі ставлять під сумнів здатність і бажання органів влади до проведення реформ у науковій галузі.
| Країна         | % від ВВП |
| -------------- | --------- |
| Ізраїль        | 3,05      |
| Фінляндія      | 2,55      |
| Японія         | 2,3       |
| США            | 1,9       |
| Німеччина      | 1,95      |
| ЄС (27 країн)  | 1,24      |
| Китай          | 1,1       |
| Італія         | 0,74      |
| Польща         | 0,4       |
| Росія          | 0,37      |
| Україна        | 0,29      |
| Україна (2015) | 0,2       |

На період 2014 року кількість наукових робіт українських науковців у порівнянні із 1992 роком, зросла лише на 20 %. Якщо в 1992 році здобутки українців випереджували всі країни пост-радянського простору, крім Польщі. Тепер продуктивність роботи українських науковців у п'ять разів нижча, ніж в Ірані чи Туреччині, і майже вдвічі менше, ніж у Румунії. Порівняння із країнами «Великої сімки» взагалі неможливе, оскільки Україна відстає від них у 20 і більше разів, а від США — майже в 100 разів.
Протягом всіх років незалежності кількість науковців та наукових установ в Україні зменшувалась, головними причинами чого були економічна криза й недостатнє фінансування. Протягом 1991—2014 рр. кількість працівників наукових установ в Україні зменшилась у 4,1 рази, а кількість безпосередньо зайнятих науковою діяльністю дослідників — у 4,5 рази. В останні роки тенденції погіршились, зокрема протягом 2015 року в Україні закрилося 90 наукових установ. Фінансування науки в Україні, з урахуванням інфляції, після обвалу в першій половині 90-х практично не зростали. Частка ВВП, яку витрачали на підтримку науки майже невпинно зменшувалася. В 2015 році бюджетні видатки на наукові дослідження зменшилися до безпрецедентно низького показника — 0,248 % ВВП, в бюджеті на 2016 рік було закладено ще менше. В той же час в решті країн, протягом цих десятиліть, видатки на науку майже постійно зростали.
Протягом усіх років незалежності спостерігався відтік науковців з України. Найбільше країну покидають спеціалісти із біологічних, фізико-математичних і медичних наук, переважно віком 30-40 років. За версією деяких аналітиків, найближчими десятиліттями Україна не має жодних шансів навіть повернути собі те місце, яке вона посідала у світовій науковій спільноті 20 років тому.
26 листопада 2015 Верховна Рада України прийняла новий «Закон про наукову і науково-технічну діяльність». Згідно із законом при Кабінеті Міністрів України створюється Національна рада України з питань розвитку науки і технологій. Мета створення ради — забезпечення ефективної взаємодії представників наукової громадськості, органів виконавчої влади та реального сектора економіки у формуванні та реалізації єдиної державної політики у сфері наукової і науково-технічної діяльності. Члени цієї ради будуть представляти всі галузі світової науки і їх діяльність буде спрямована в першу чергу на переатестацію інститутів НАН України. Згідно із законом Україна позбавляється радянського ступеню кандидат наук, заміщуючи його прийнятим в усьому світі PhD.
Попри те, що в новому законі залишилась норма, згідно з якою держава має виділяти на науку не менше 1,7 % ВВП, реально закладені видатки державного бюджету складали лише 0,16 % очікуваного ВВП. При цьому, зменшуючи видатки на науку, уряд вимагав збільшення рівня заробітної плати, що змушувало наукові установи скорочувати робочі дні та звільняти науковців, щоб вкластися в постанови уряду.
5 квітня 2017 року при Кабінеті Міністрів України з метою забезпечення ефективної взаємодії представників наукової громадськості, органів виконавчої влади та реального сектора економіки у формуванні та реалізації єдиної державної політики у сфері наукової і науково-технічної діяльності було створено Національну раду України з питань розвитку науки і технологій.

## Організація науки в Україні
Згідно із «Законом України про наукову і науково-технічну діяльність» організацією науки в Україні займається Національна рада України з питань розвитку науки і технологій при Кабінеті Міністрів України.
Державна система організації і управління науковими дослідженнями в Україні дає можливість концентрувати та орієнтувати науку на виконання найважливіших завдань. Управління науковою діяльністю будується за територіально-галузевим принципом. Сьогодні науково-дослідну роботу ведуть:
- науково-дослідні та проектні установи й центри Академії наук України (НАН);
- науково-виробничі, науково-дослідні, проектні установи, системи галузевих академії;
- науково-дослідні, проектні установи і центри міністерств і відомств;
- науково-дослідні установи і кафедри вищих навчальних закладів;
- науково-виробничі, проектні установи і центри при промислових підприємствах, об'єднаннях;

Вищим державним науковим центром є Національна академія наук України. Вона очолює і координує разом з Державним агентством з питань науки, інновацій та інформатизації України фундаментальні і прикладні дослідження в різних галузях науки. НАН є державною науковою установою, яка об'єднує всі напрями науки та підтримує міжнародні зв'язки з науковими центрами інших країн. НАН України має в своєму складі відділення з відповідних галузей науки, зокрема, математики, інформатики, механіки, фізики і астрономії; наук про землю; хімії, загальної біології, економіки, історії, філософії, літератури, мови та мистецтва тощо.
До складу НАН входять наукові інститути з відповідних галузей, є територіальні відділення (Донецьке, Західне, Південне та ін.) і територіальні філіали.
У плані наукометрії українська наука займає посередні позиції, але в окремих галузях має непересічні успіхи

## Найвідоміші українські вчені

### Найвідоміші сучасні українські вчені в Україні

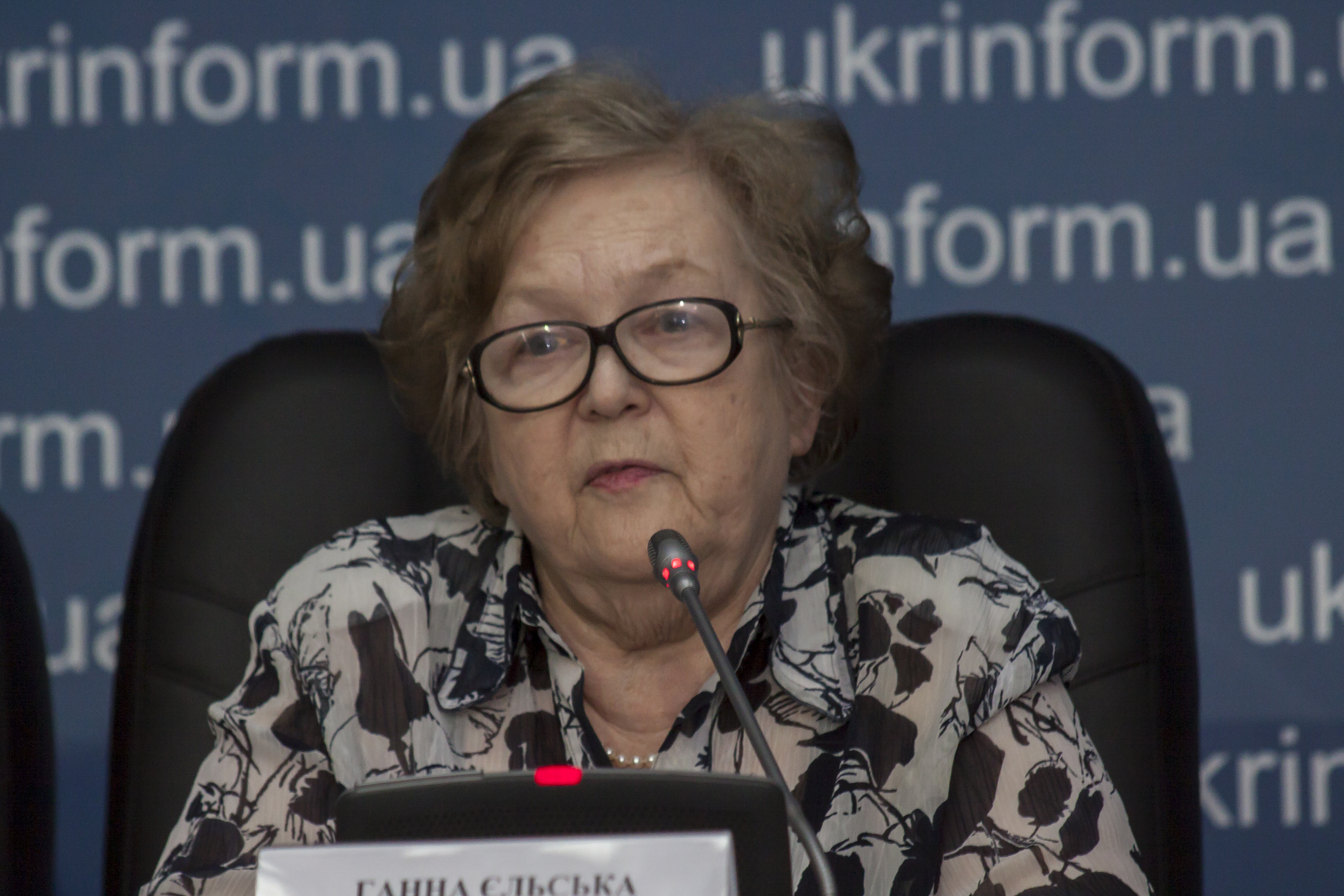
Академік Г. В. Єльська

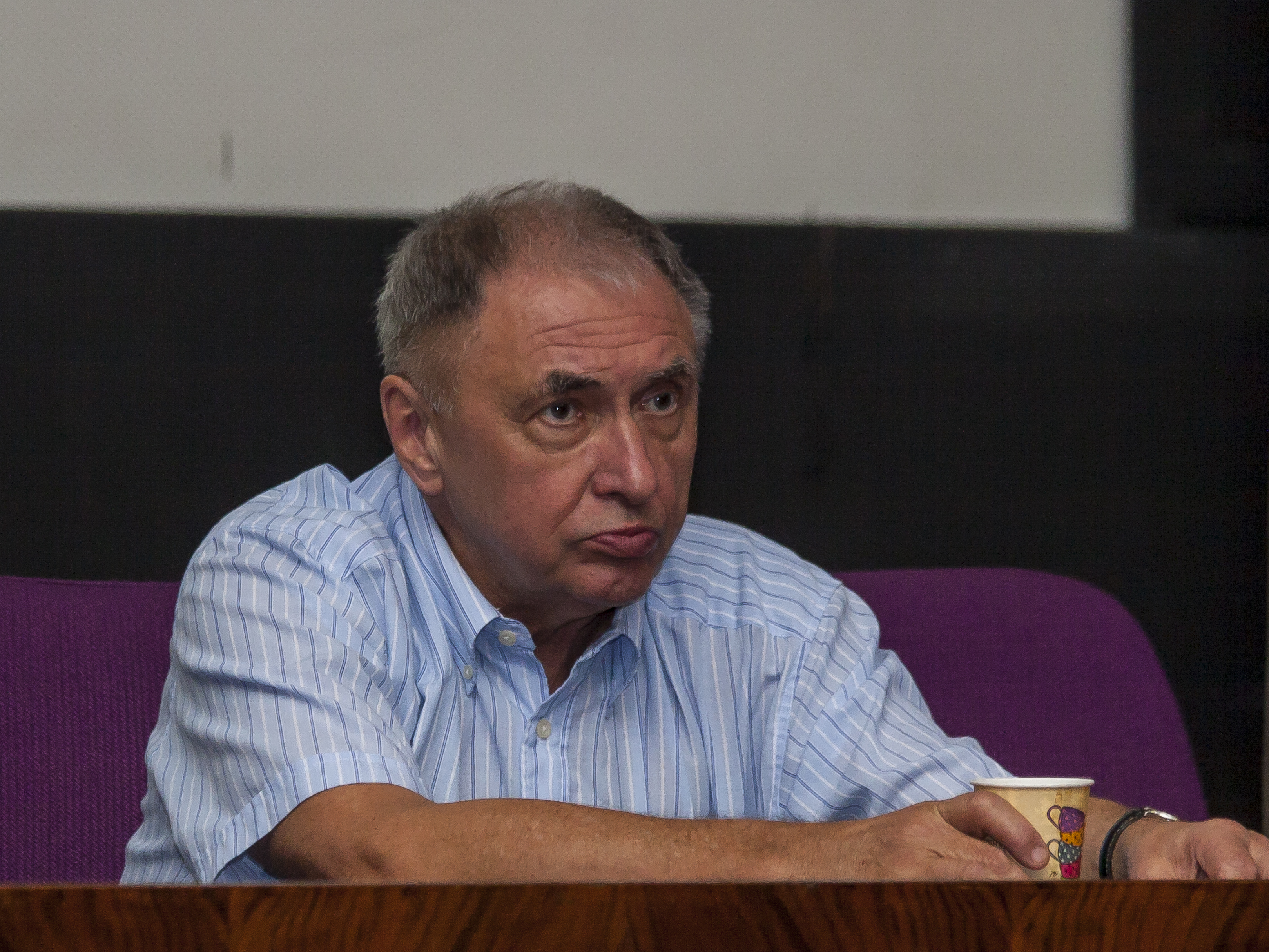
Академік О. О. Кришталь

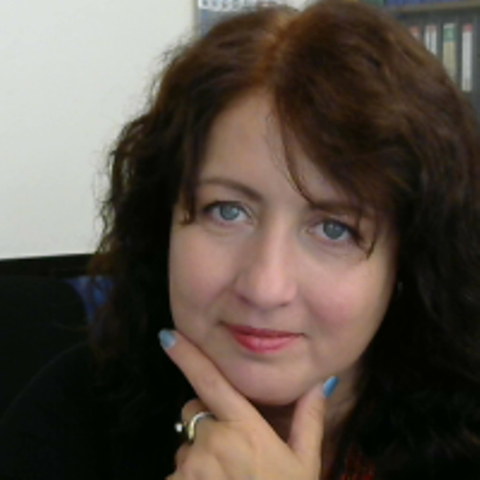
Професор Н. В. Войтенко

- Єльська Ганна Валентинівна (1940) — біолог, відома працями у галузі молекулярної біології та біосенсорики, лауреатка Золотої медалі ім. В. І. Вернадського та премії «Лідер науки України 2016. Web of Science Award»[35], одна з найцитованіших українських науковців[36] (h 38[37] у Scopus на 2018 рік), дійсний член НАН України, директор Інституту молекулярної біології і генетики НАН України
- Кришталь Олег Олександрович (1945) — біолог, відомий працями в галузі біофізики і нейрофізіології, один з найцитованіших українських науковців[36] (h 36[38] у Scopus на 2018 рік), лауреат премії «Лідер науки України 2016. Web of Science Award»[35], дійсний член НАН України, директор Інституту фізіології ім. О. О. Богомольця НАН України
- Глеба Юрій Юрійович (1949) — біолог, відомий працями в галузях генетики та біотехнології, один з найцитованіших українських науковців (h 32[39] у Scopus на 2018 рік), дійсний член НАН України та Німецької академії наук, засновник та перший директор Інституту клітинної біології та генетичної інженерії НАН України
- Ізотов Юрій Іванович (1952) — астрофізик, відомий у сфері дослідження фізичних та еволюційних властивостей карликових галактик і зореутворення, один з найцитованіших українських науковців[36] (h 40[40] у Scopus на 2018 рік), лауреат премії «Лідер науки України 2016. Web of Science Award»[35], дійсний член НАН України, завідувач відділу фізики зір і галактик Головної астрономічної обсерваторії НАН України.
- Шарковський Олександр Миколайович (1936) — математик, особливо відомий завдяки доведенню названої на його честь теореми, автор праць з теорії динамічних систем, теоретичної механіки, дійсний член НАН України, завідувач відділу теорії динамічних систем Інституту математики НАН України
- Пастур Леонід Андрійович (1937) — математик і фізик-теоретик, відомий у таких галузях як математична фізика і квантова механіка, зокрема довів Закон Марченко-Пастура, дійсний член НАН України, завідувач відділу теоретичної фізики Фізико-технічного інституту низьких температур НАН України
- Марченко Володимир Олександрович (1922) — математик, відомий працями в таких галузях як математична фізика, математичний аналіз і диференційні рівняння, зокрема довів Закон Марченко-Пастура, лауреат Золотої медалі ім. В. І. Вернадського, дійсний член НАН України та РАН, завідував відділом математичної фізики Фізико-технічного інституту низьких температур НАН України
- Гусинін Валерій Павлович (1948) — фізик-теоретик, відомий зокрема працями в галузі квантової теорії поля, один з найцитованіших українських науковців[36] (h 35[41] у Scopus на 2018 рік), лауреат премії «Лідер науки України 2016. Web of Science Award»[35], член-кореспондент НАН України, завідувач відділу астрофізики та елементарних частинок Інституту теоретичної фізики НАН України
- Ангельський Олег В'ячеславович (1957) — фізик, інженер-оптик, один з найцитованіших українських науковців[36] (h 40[42] у Scopus на 2018 рік), отримав декілька міжнародних нагород у галузі оптики, директор Інституту фізико-технічних та комп'ютерних наук Чернівецького національного університету
- Демченко Олександр Петрович (1944) — біолог, біохімік, відомий дослідженнями в галузі нанобіотехнологій, один з найцитованіших українських науковців[36] (h 44[43] у Scopus на 2018 рік), лауреат премії «Лідер науки України 2016. Web of Science Award»[35], завідувач лабораторії нанобіотехнологій Інституту біохімії НАН України
- Морозовська Ганна Миколаївна (1977) — фізик, вивчає сегнетоелектрики, одна з найцитованіших українських науковців[36] (h 41[44] у Scopus на 2018 рік), у 2016 році стала лауреаткою премії Scopus Awards Ukraine як найкращий молодий вчений[45], провідний науковий співробітник Інституту фізики НАН України
- Єлісєєв Євген Анатолійович (1977) — фізик і матеріалознавець, вивчає властивості сегнетоелектричних наноматеріалів, лауреат премії «Лідер науки України 2016. Web of Science Award»[35], один з найцитованіших українських науковців[36] (h 39[46] у Scopus на 2018 рік), провідний науковий співробітник Інституту проблем матеріалознавства НАН України
- Шиванюк Олександр Миколайович (1971) — хімік, відомий перш за все працями в галузях супрамолекулярної та комбінаторної хімії, один з найцитованіших українських науковців[36] (h 33[47] у Scopus на 2018 рік), професор Інституту високих технологій Київського національного університету
- Лущак Володимир Іванович (1956) — біохімік, відомий дослідженнями оксидативного стресу, лауреат премій «Scopus Awards Ukraine» (2016)[45] та «Лідер науки України 2016. Web of Science Award»[35], один з найцитованіших українських науковців[36] (h 30[48] у Scopus на 2018 рік), завідувач кафедри біохімії та біотехнології Прикарпатського національного університету
- Войтенко Нана Володимирівна (1968) — нейрофізіолог, дослідниця болю, відома працями з вивчення ролі низькопорогових кальцієвих каналів і AMPA-глутаматних рецепторів у передачі больового сигналу в спинному мозку, діяльність вченої досить широко висвітлювалася в ЗМІ[49][50][51][52], має високі показники цитувань (h 18[53] у Scopus на 2018 рік), завідувачка лабораторії сенсорної сигналізації Інституту фізіології НАН України
- Броварець Ольга Олександрівна (1986) — біофізик, відома теоретичними дослідженнями в міждисциплінарних напрямках молекулярної біології, молекулярної фізики, хімічної фізики та квантової хімії, зокрема вивчає механізми виникнення спонтанних точкових мутацій[en] у ДНК, одна з найтитулованіших і найцитованіших молодих вчених сучасної України (h 25[54] у Scopus на 2018 рік), лауреатка премії Scopus Awards Ukraine 2016 року в номінації «Найкращий колектив вчених, який досяг значних наукових результатів без західних колаборацій» (разом з Д. М. Говоруном)[45][55] і премії «Лідер науки України 2016. Web of Science Award»[35], провідний науковий співробітник Інституту молекулярної біології і генетики НАН України
- Левчук Леонід Геннадійович (1960) — фізик, очолює групу з декількох українських науковців, які працюють в галузі фізики елементарних частинок у складі дуже великого колективу дослідників, що обробляє дані отримані за допомогою Великого адронного колайдера, зокрема разом з 4 іншими харківськими науковцями входить до числа близько 3000[56] співавторів відкриття бозону Хігса[45], станом на 2015 рік — найцитованіший науковець в Україні[36] (h 70[57] у Scopus на 2018 рік), за що нагороджений у 2016 році премією Scopus Awards Ukraine[45], очолює лабораторію фізики елементарних частинок в Харківському фізико-технічному інституті[45][58]

### Найвідоміші сучасні українські вчені в діаспорі

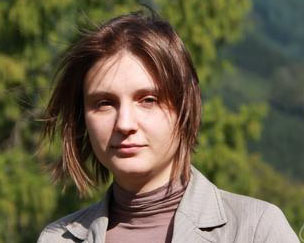
Математик Марина Вязовська

- Дрінфельд Володимир Гершонович (1954) — математик, єдиний українець, що є лауреатом Медалі Філдса (1990) і Премії Вольфа (2018), дійсний член Національної академії наук США, член-кореспондент НАН України, професор Чиказького університету (США)
- Родніна Марина Володимирівна (1960) — біолог, біохімік, особливо відома роботами, які присвячено механізмам функціонування рибосом під час трансляції, лауреатка Премії Лейбніца, дійсний член Німецької академії наук, одна з найцитованіших українців у світі (h 60[59] у Scopus на 2018 рік), професор Інституту біофізичної хімії Товариства Макса Планка[de] (Німеччина)
- Горб Станіслав Миколайович (1965) — біолог, зоолог, відомий працями в галузях функціональної морфології та біомеханіки, дійсний член Німецької академії наук, один з найцитованіших українців у світі (h 54[60] у Scopus на 2018 рік), професор Кільського університету (Німеччина)
- Гогоці Юрій Георгійович (1961) — хімік, відомий працями в галузі нанотехнологій, один з найцитованіших українців у світі (h 95[61] у Scopus на 2018 рік), професор Університету Дрекселя (США)
- Вязовська Марина Сергіївна (1984) — математик, розв'язала задачу пакування куль у 8-вимірному просторі та, у співавторстві, — в 24-вимірному, лауреатка Премії Салема (2016), працює в Гумбольдтському університеті Берліна (Німеччина)
- Житомирська Світлана Яківна (1966) — математик, лауреатка Ruth Lyttle Satter Prize in Mathematics[en], професор Каліфорнійського університету (США)
- Файнерман Валентин Борисович (1946) — хімік, відомий у галузях колоїдної та фізичної хімії, був одним з найцитованіших українських науковців[36] (h 47[62] у Scopus на 2018 рік), раніше професор Донецького національного медичного університету, з 2017 року вказує в публікаціях місцем роботи компанію SINTERFACE Technologies (Німеччина)

### Найвідоміші померлі українські вчені

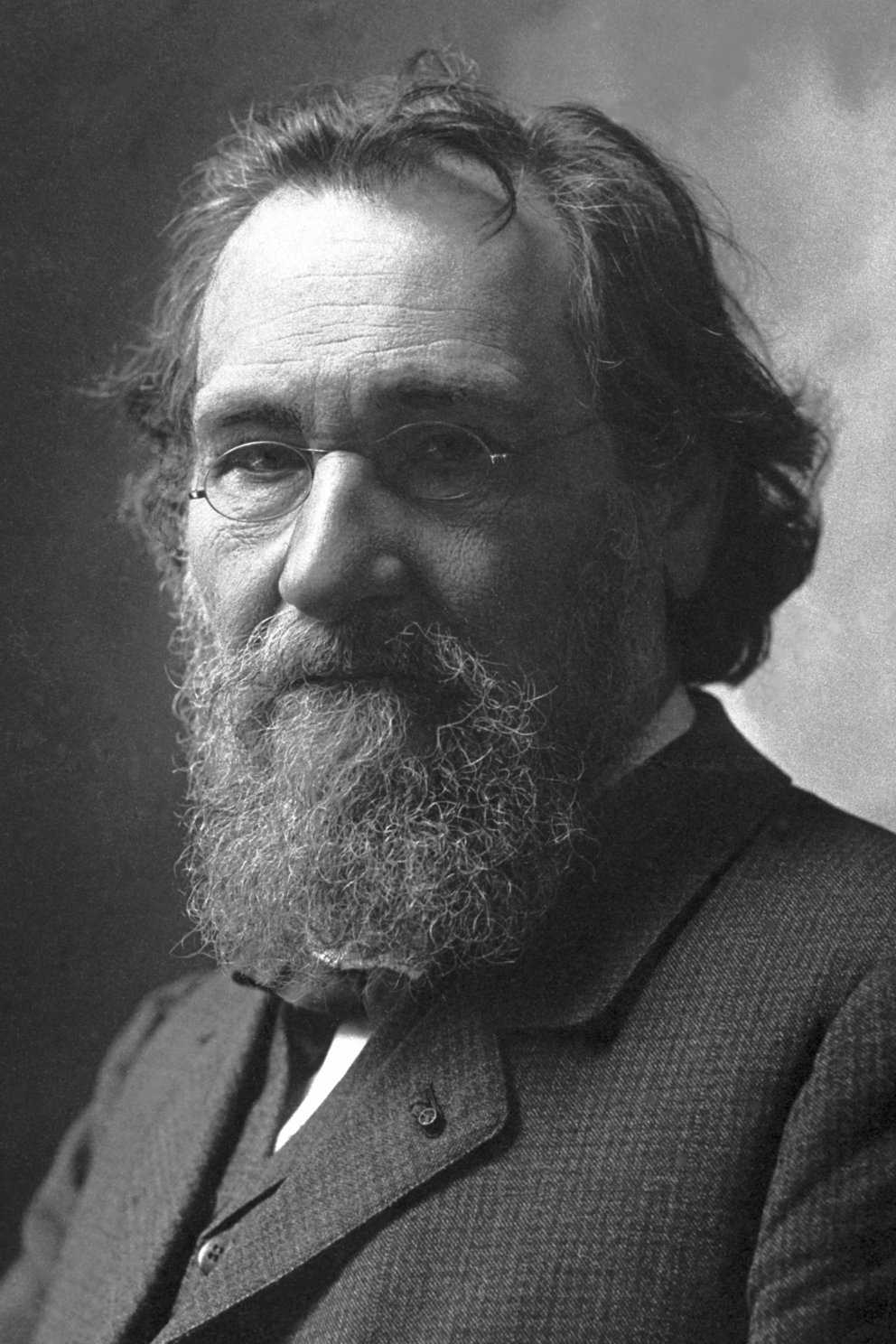
Нобелівський лауреат І. І. Мечников (1845—1916)

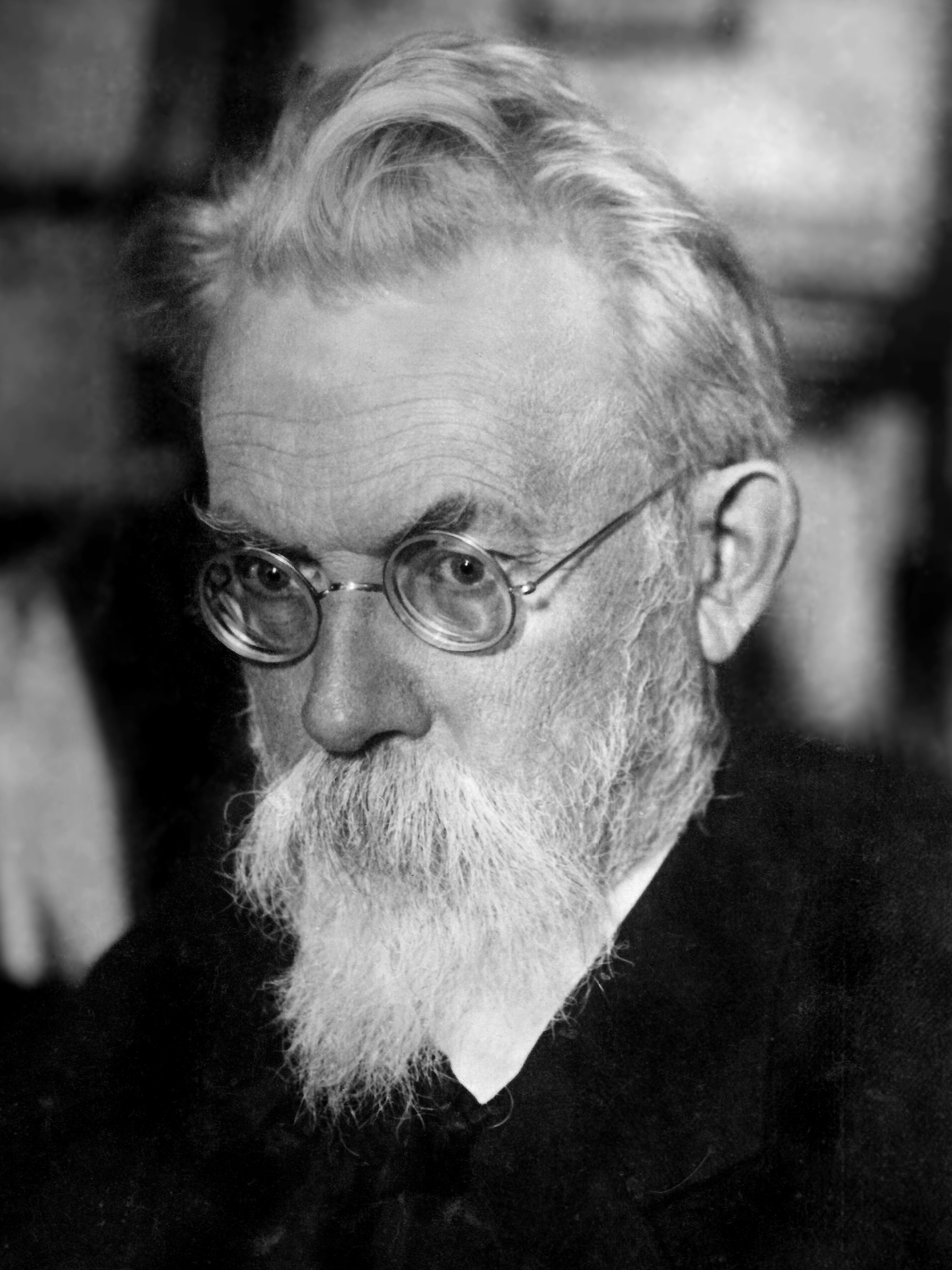
В. І. Вернадський (1863—1945), перший президент ВУАН

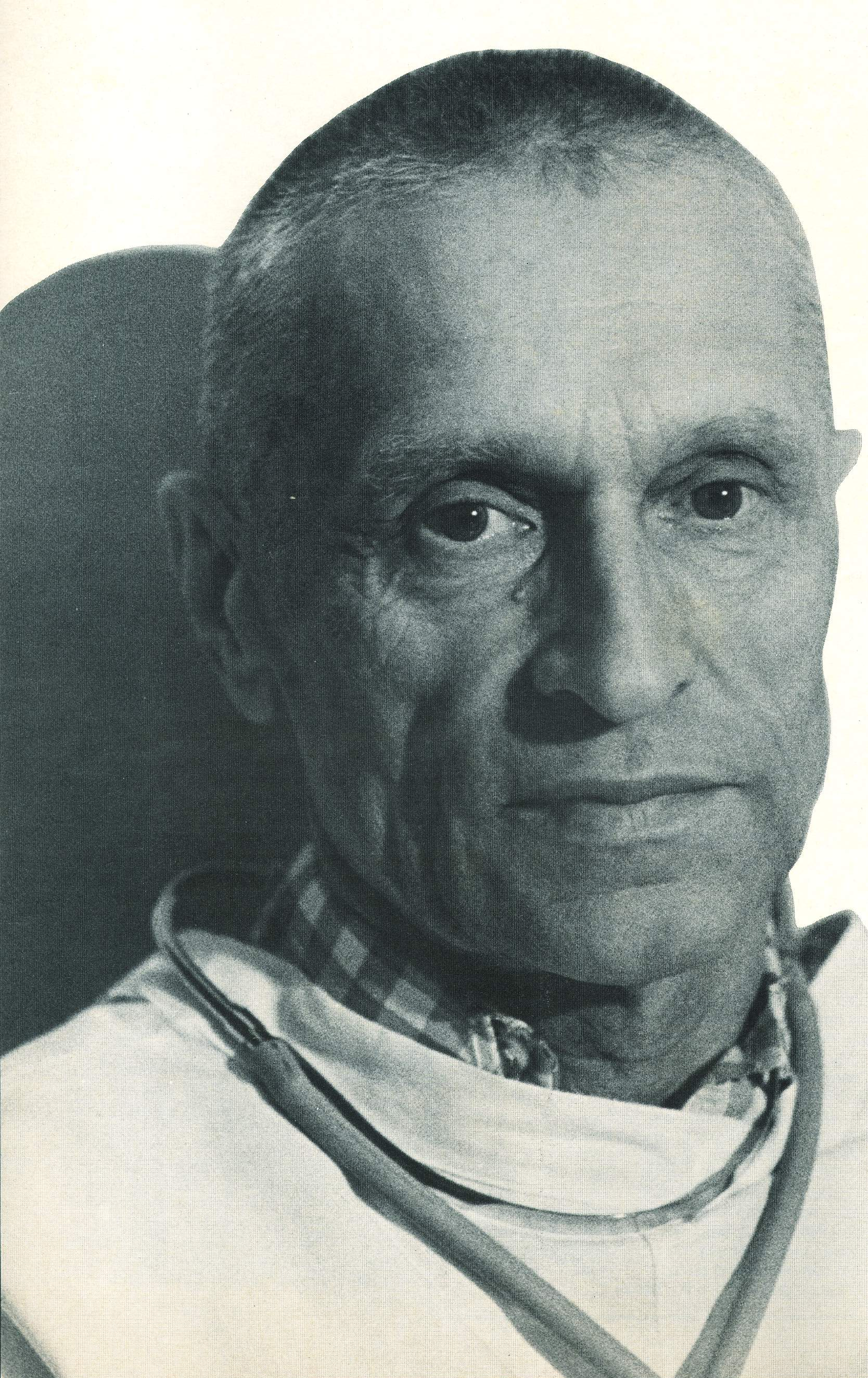
М. М. Амосов (1913—2002)

- Юрій Дрогобич, при народженні Юрій Михайлович Донат-Котермак, до ХХ століття відомий як Джорджо да Леополі[63][64] (лат. Magister Georgius Drohobich de Russia[65], пол. Jerzy Drohobycz (Kotermak), Georgius Drohobicz[66]; 1450, Дрогобич, нині Львівська область, Україна — 4 лютого 1494, Краків) — руський (український) науковець епохи Відродження, освітній діяч, поет, філософ, астроном та астролог. Доктор медицини та філософії. Ректор Болонського університету медицини й вільних мистецтв, професор і віце-канцлер Істрополітанської академії у Братиславі, професор Ягеллонського університету в Кракові[67][68].
- Мечников Ілля Ілліч (1845—1916) — біолог, зоолог, відомий працями в галузях ембріології, імунології та мікробіології, лауреат Нобелівської премії з медицини та фізіології та Медалі Коплі, дійсний член Лондонського королівського товариства, професор Одеського університету
- Остроградський Михайло Васильович (1801—1862) — математик, механік і фізик, зокрема вивів формулу названу на його честь, дійсний член Французької академії наук, Американської академії наук, Римської академії наук та Петербурзької академії наук
- Бец Володимир Олексійович (1834—1894) — анатом і гістолог, вперше описав клітини Беца, професор Київського університету
- Вернадський Володимир Іванович (1863—1945) — геохімік, мінералог, філософ, один з засновників і перший президент ВУАН (зараз НАН України), дійсний член ВУАН і Петербурзької академії наук
- Сікорський Ігор Іванович (1889—1972) — інженер-авіаконструктор, лауреат Національної наукової медалі США
- Антонов Олег Костянтинович (1906—1984) — інженер-авіаконструктор, дійсний член АН УРСР і АН СРСР
- Корольов Сергій Павлович (1907—1966) — вчений у галузі ракетобудування та космонавтики, конструктор перших штучних супутників Землі і космічних кораблів, дійсний член АН СРСР
- Шмальгаузен Іван Іванович (1884—1963) — еволюційний біолог, зоолог, морфолог, розробив теорію стабілізуючого добору і був однією з центральних фігур у створені сучасної синтетичної теорії еволюції, дійсний член АН УРСР, АН СРСР і Німецької академії наук
- Гершензон Сергій Михайлович (1906—1998) — біолог, генетик, відкрив мутагенну дію ДНК, експериментально довів можливість зворотної передачі генетичної інформації від РНК до ДНК, за кожне з цих двох відкриттів був близький до отримання Нобелівської премії[69], дійсний член НАН України
- Костюк Платон Григорович (1924—2010) — біолог, фізіолог, нейрофізіолог, біофізик, відомий перш за все завдяки відкриттю кальцієвих каналів, гіпотези Екклса—Костюка—Шмідта, роботам з біофізики мембран, лауреат Золотої медалі ім. В. І. Вернадського, один з найцитованіших українських науковців[36] (h 43[70] у Scopus на 2018 рік), дійсний член НАН України, РАН і Німецької академії наук
- Богомолець Олександр Олександрович (1881—1946) — патофізіолог, відомий працями з ендокринології, президент АН УРСР протягом 1930—1946 років, дійсний член АН УРСР і АН СРСР
- Амосов Микола Михайлович (1913—2002) — лікар, учений в галузі медицини та біокібернетики, дійсний член НАН України
- Глушков Віктор Михайлович (1923—1982) — кібернетик і математик, лауреат міжнародної премії «Піонер комп'ютерної галузі», засновник і перший директор Інституту кібернетики НАН України, дійсний член АН УРСР, АН СРСР і Німецької академії наук
- Боголюбов Микола Миколайович (1909—1992) — математик і механік, фізик-теоретик, засновник наукових шкіл з нелінійної механіки і теоретичної фізики, лауреат Медалі Макса Планка, дійсний член АН УРСР і АН СРСР
- Тимошенко Степан Прокопович (1878—1972) — вчений у галузі механіки, особливо відомий працями в галузі теоретичної механіки, автор теорії балок, дійсний член АН УРСР і Лондонського королівського товариства
- Кондратюк Юрій Васильович (1897—1943?) — один із піонерів ракетної техніки й теорії космічних польотів, автор так званої «траси Кондратюка», якою подорожували на Місяць космічні кораблі «Аполлон»
- Люлька Архип Михайлович (1908—1984) — конструктор авіаційних двигунів, розробив конструкцію першого у світі двоконтурного турбореактивного двигуна, дійсний член АН СРСР
- Глушко Валентин Петрович (1908—1989) — вчений в галузі ракетно-космічної техніки, основоположник радянського рідинного ракетного двигунобудування, дійсний член АН УРСР і АН СРСР
- Челомей Володимир Миколайович (1914—1984) — механік, фахівець у галузі динаміки стійкості складних коливальних систем, генеральний конструктор ракетно-космічної техніки, дійсний член АН СРСР і Міжнародної академії астронавтики
- Івахненко Олексій Григорович (1913—2007) — вчений у галузі автоматичного керування, кібернетики і математичного моделювання, розробив метод групового урахування аргументів, дійсний член НАН України
- Кравчук Михайло Пилипович (1892—1942) — математик, відомий у таких напрямках як математичний аналіз, диференціальні та інтегральні рівняння і теорія функцій, зокрема див. поліноми Кравчука та матриці Кравчука, дійсний член АН УРСР
- Скороход Анатолій Володимирович (1930—2011) — математик, особливо відомий працями в галузях диференціальних рівнянь і теорії імовірності, зокрема Теоремою Скорохода про вкладення, дійсний член НАН України і Американської академії мистецтв і наук
- Давидов Олександр Сергійович (1912—1993) — фізик-теоретик, відомий працями в галузях теорії твердого тіла, атомного ядра, теоретичної біофізики, передбачив «Давидівське розщеплення», дійсний член АН УРСР
- Палладін Олександр Володимирович (1885—1972) — біолог, засновник української школи біохімії, президент АН УРСР протягом 1946—1962 років, дійсний член АН УРСР і АН СРСР
- Патон Борис Євгенович (1918—2020) — вчений у галузях зварювальних процесів, металургії і технології металів, лауреат Золотої медалі ім. В. І. Вернадського, президент НАН України протягом 1962-2020 років
- Патон Євген Оскарович (1870—1953) — учений у галузі зварювальних процесів і мостобудування, фундатор і перший керівник Інституту електрозварювання АН УРСР, дійсний член АН УРСР
- Самойленко Анатолій Михайлович (1938—2020) — математик, особливо відомий працями в галузі диференціальних рівнянь, дійсний член НАН України, директор Інституту математики НАН України
- Маркевич Олександр Прокопович (1905—1999) — біолог, зоолог, засновник українських шкіл паразитології та зоології безхребетних, дійсний член НАН України
- Заболотний Данило Кирилович (1866—1929) — мікробіолог, епідеміолог, засновник Інституту мікробіології та епідеміології, дійсний член і президент ВУАН протягом 1928—1929 років
- Холодний Микола Григорович (1882—1953) — біолог, ботанік, фізіолог, мікробіолог, еколог, засновник вітчизняної школи фізіології рослин, дійсний член АН УРСР
- Липський Володимир Іполитович (1863—1937) — біолог, ботанік, особливо відомий як організатор діяльності ботанічних садів, дійсний член і президент ВУАН протягом 1922—1928 років, член-кореспондент АН СРСР
- Максимович Михайло Олександрович (1804—1873) — вчений-енциклопедист, ботанік, етнограф, філолог, історик, перший ректор Київського університету, член-кореспондент Петербурзької академії наук
- Кримський Агатангел Юхимович (1871—1942) — сходознавець, філолог, історик, етнограф, один із засновників і дійсний член АН УРСР
- Яворницький Дмитро Іванович (1855—1940) — історик, археолог, етнограф, фольклорист, лексикограф, особливо відомий як дослідник петриківського розпису та історії українського козацтва, дійсний член АН УРСР і НТШ
- Правдич-Немінський Володимир Володимирович (1879—1952) — фізіолог і нейрохімік, отримав першу в світі поверхневу електроенцефалограму, професор Київського університету
- Пулюй Іван Павлович (1845—1918) — український та австро-угорський фізик і електротехнік, винахідник, відомий піонерськими роботами з вивчення рентгенівського випромінювання до В. Рентгена, однак отримав за це широке визнання лише наприкінці XX століття, професор і ректор Німецької вищої технічної школи в Празі
- Стефан Банах (1892—1945) — польський та український математик, один з творців сучасного функціонального аналізу, член Польської академії знань, професор Львівського університету
- Кістяківський Георгій Богданович (1900—1982) — американський фізик і хімік українського походження, учасник Манхеттенського проекту, радник президента США Д. Ейзенхауера у справах національної політики і техніки, лауреат Національної наукової медалі США, Медалі Франкліна, Медалі Прістлі та Медалі Вілларда Гіббза, дійсний член Національної академії наук США
- Добржанський Феодосій Григорович (1900—1975) — американський еволюційний біолог, зоолог і генетик українського походження, зробив великий внесок у створення сучасної синтетичної теорії еволюції, засновник школи американської популяційної генетики, лауреат Національної наукової медалі США та Медалі Франкліна, дійсний член Лондонського королівського товариства, Німецької академії наук, Шведської королівської академії наук і Національної академії наук США

## Наукові установи України

### Галерея наукових установ України

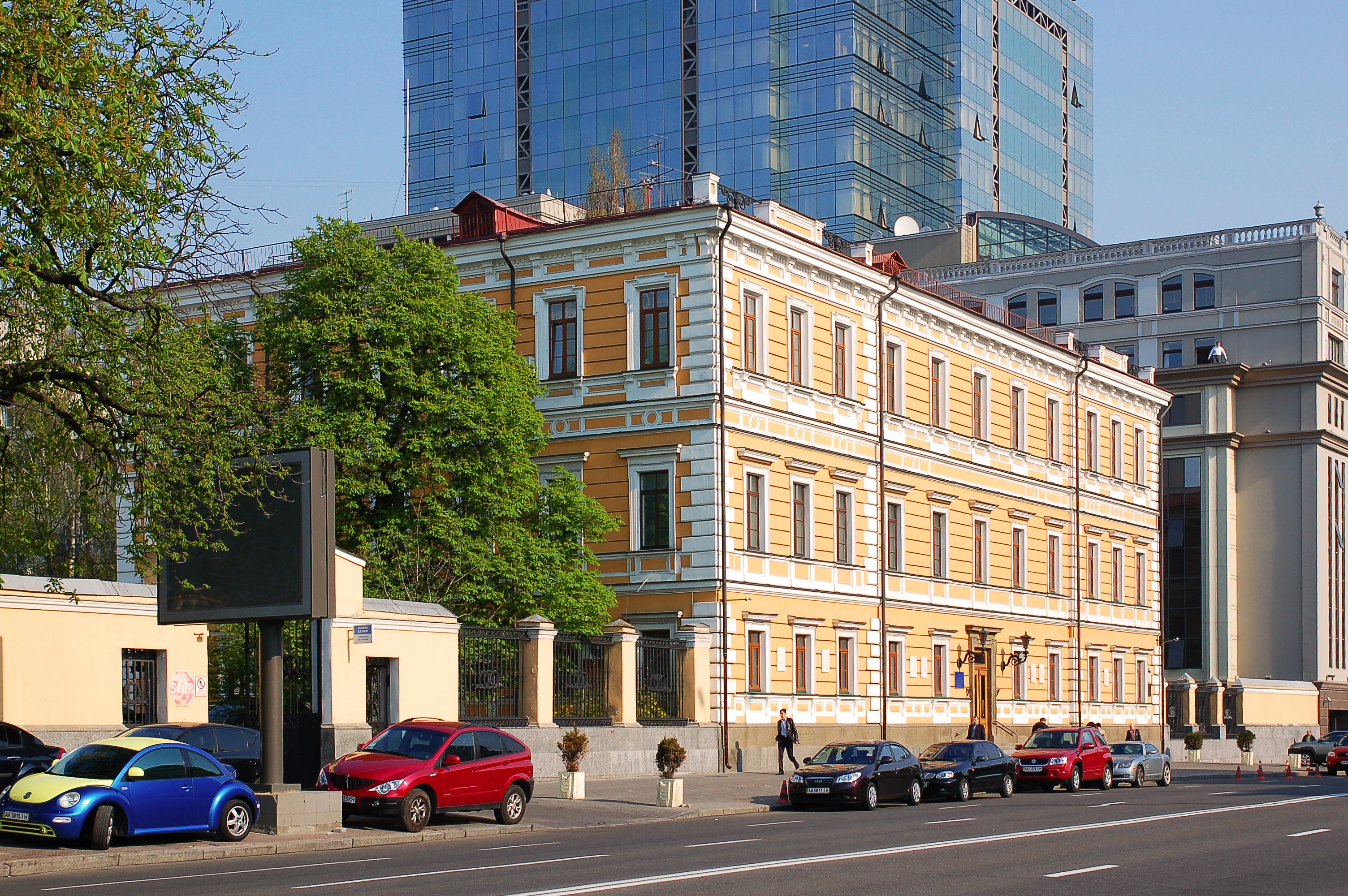
Приміщення Президії НАН України по вулиці Володимирській
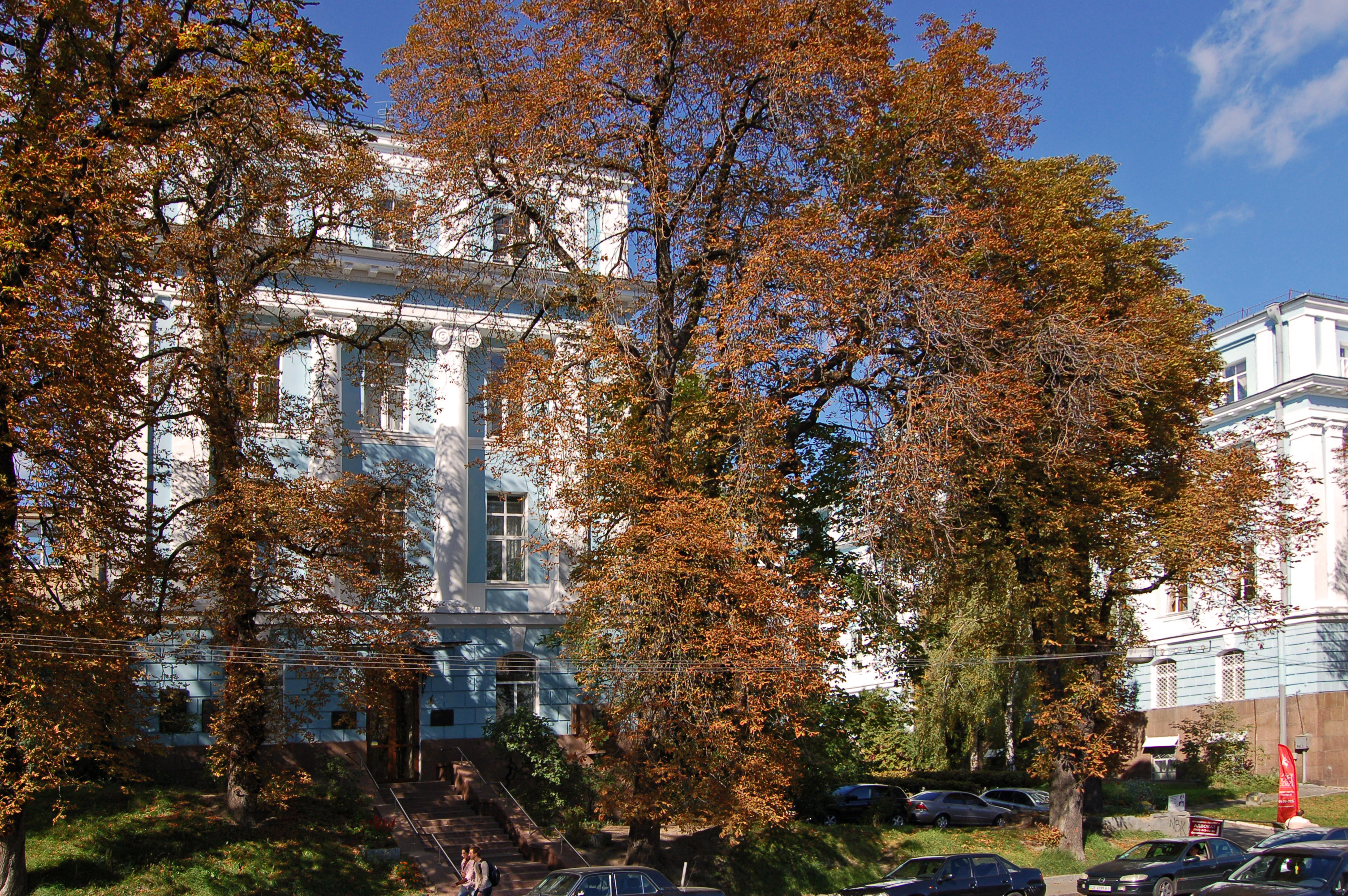
Інститут ботаніки імені М. Г. Холодного НАН України
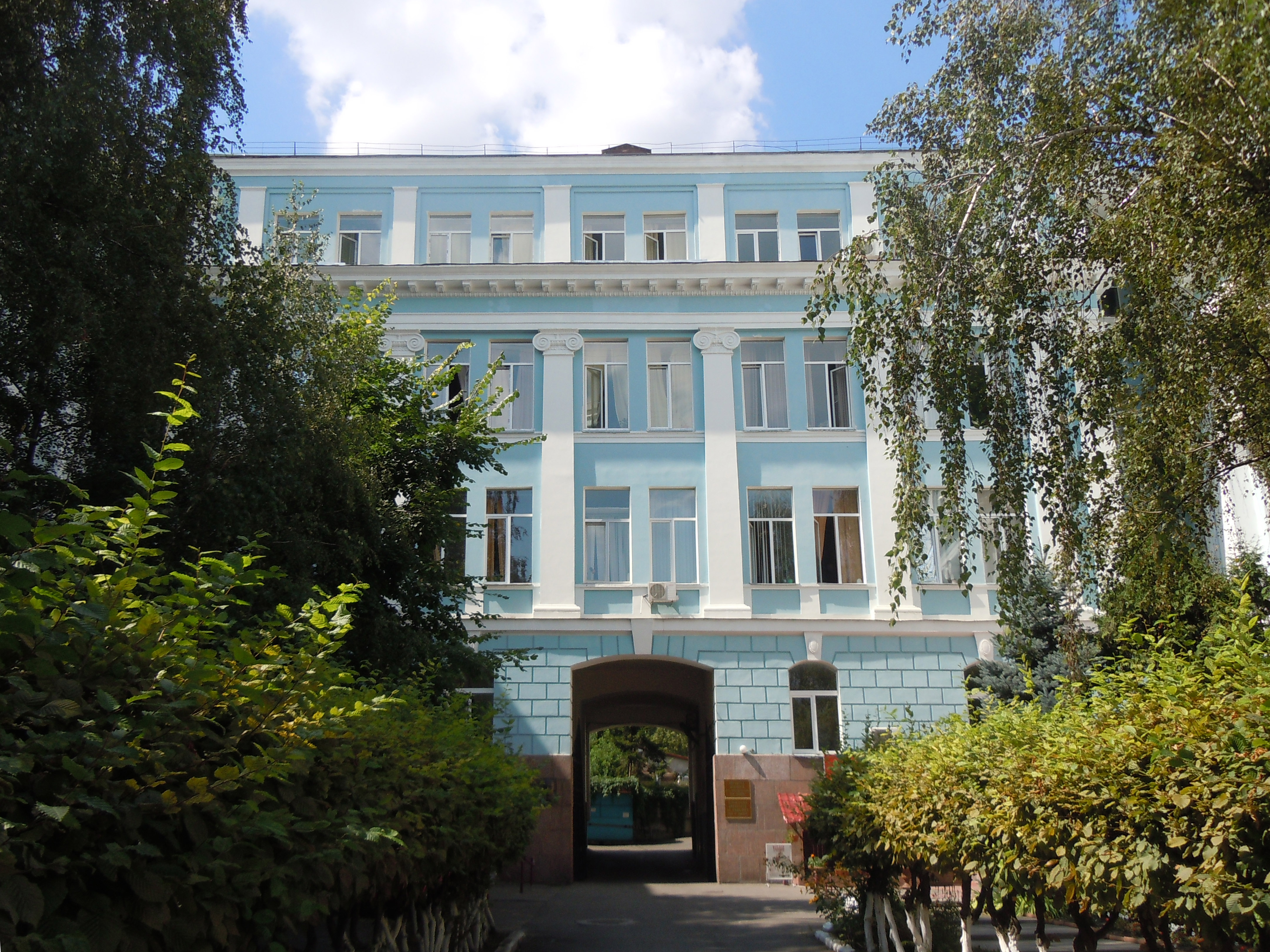
Інститут зоології імені І. І. Шмальгаузена НАН України
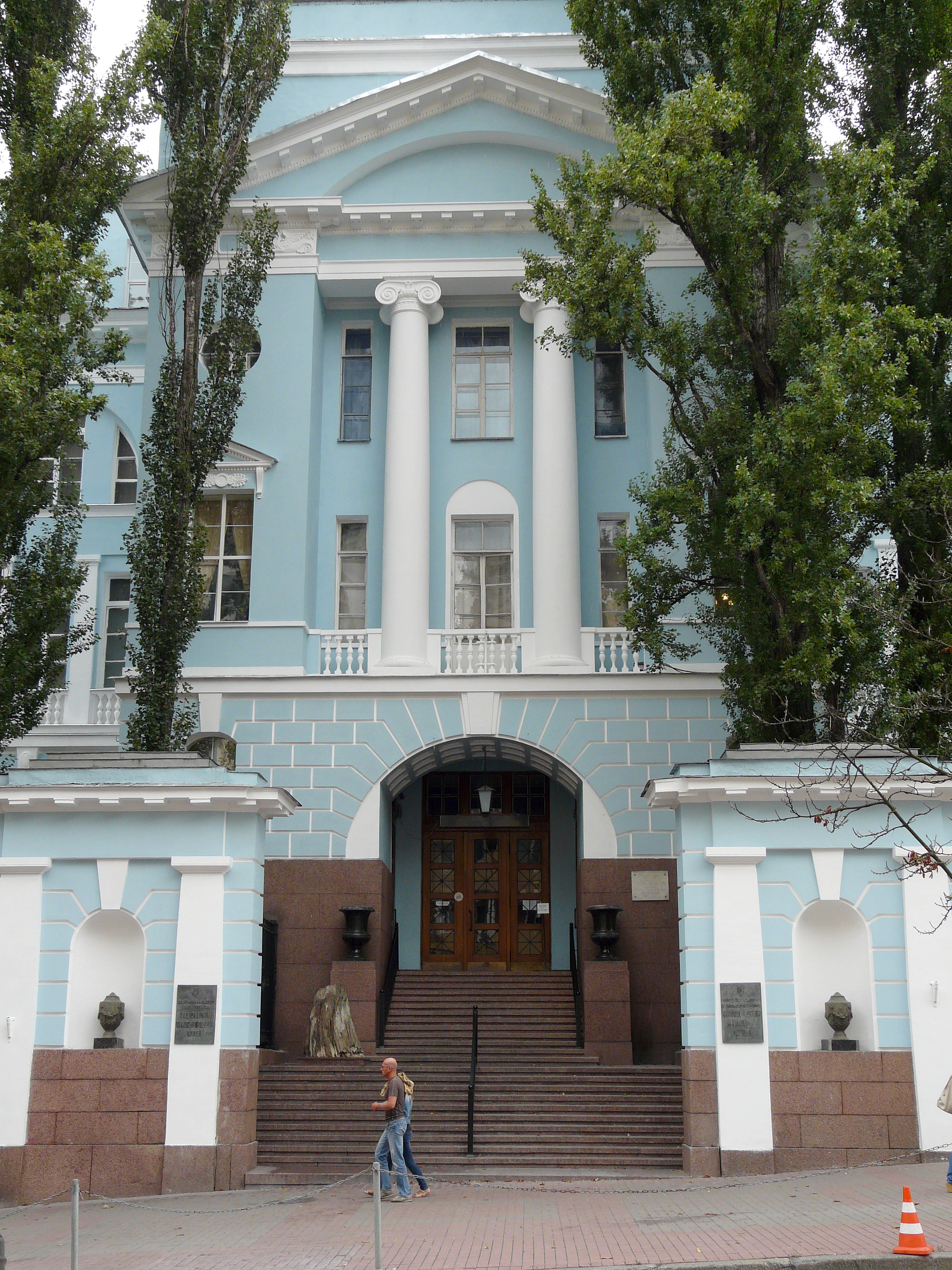
Національний науково-природничий музей НАН України
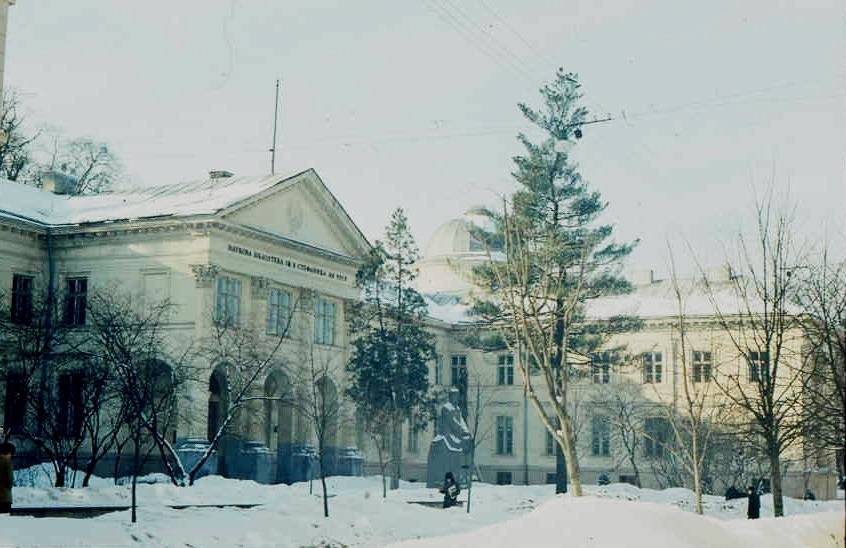
Львівська національна наукова бібліотека України імені Василя Стефаника
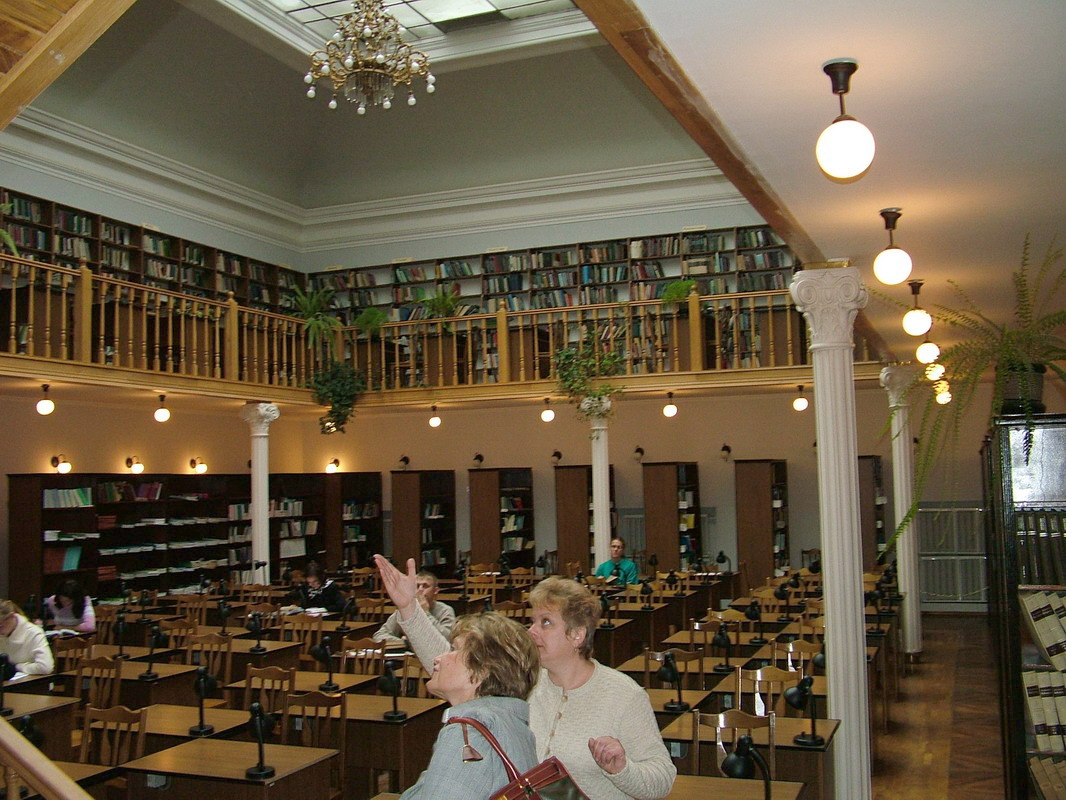
Львівська національна наукова бібліотека України імені Василя Стефаника (читальна зала)
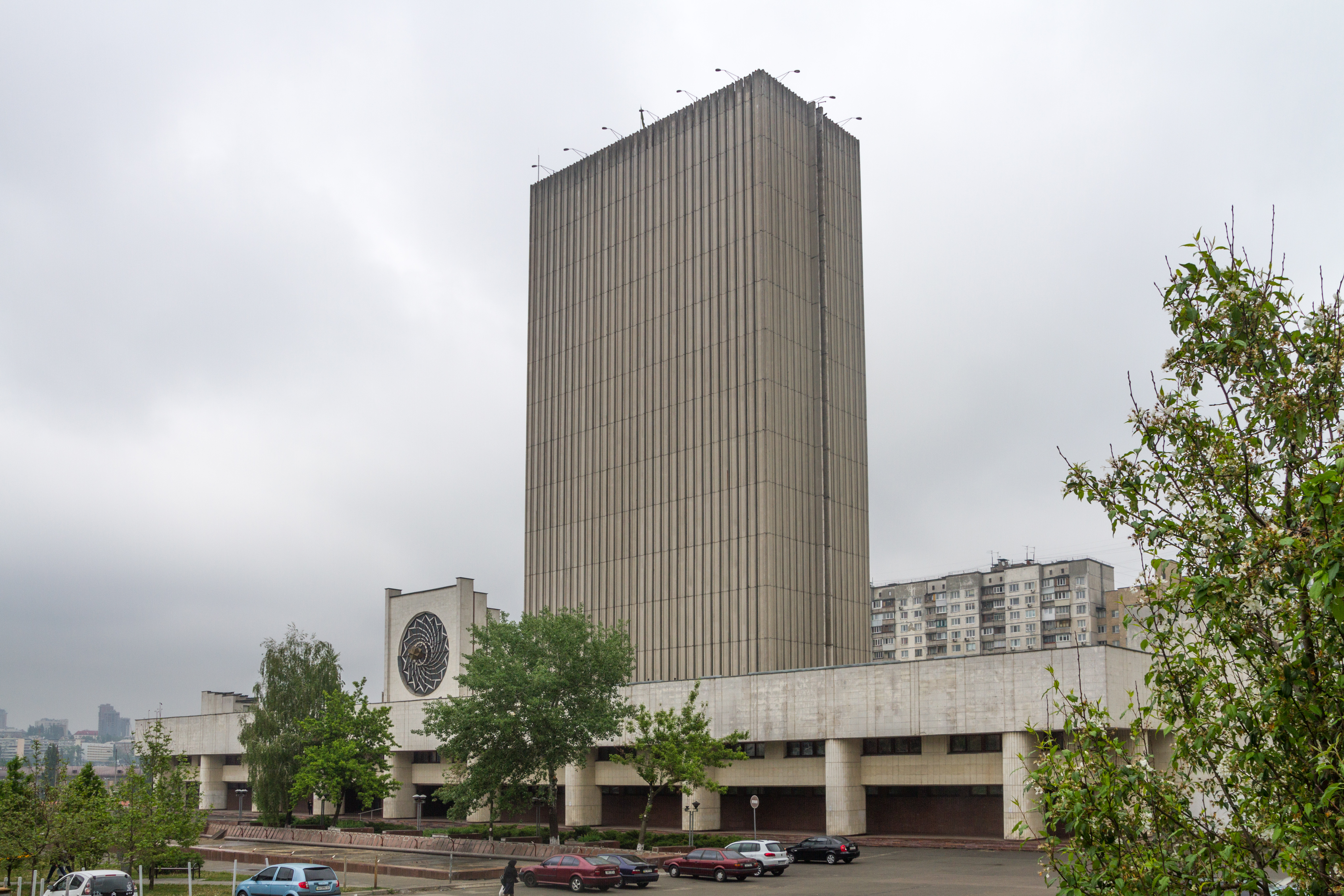
Національна бібліотека України імені В. І. Вернадського
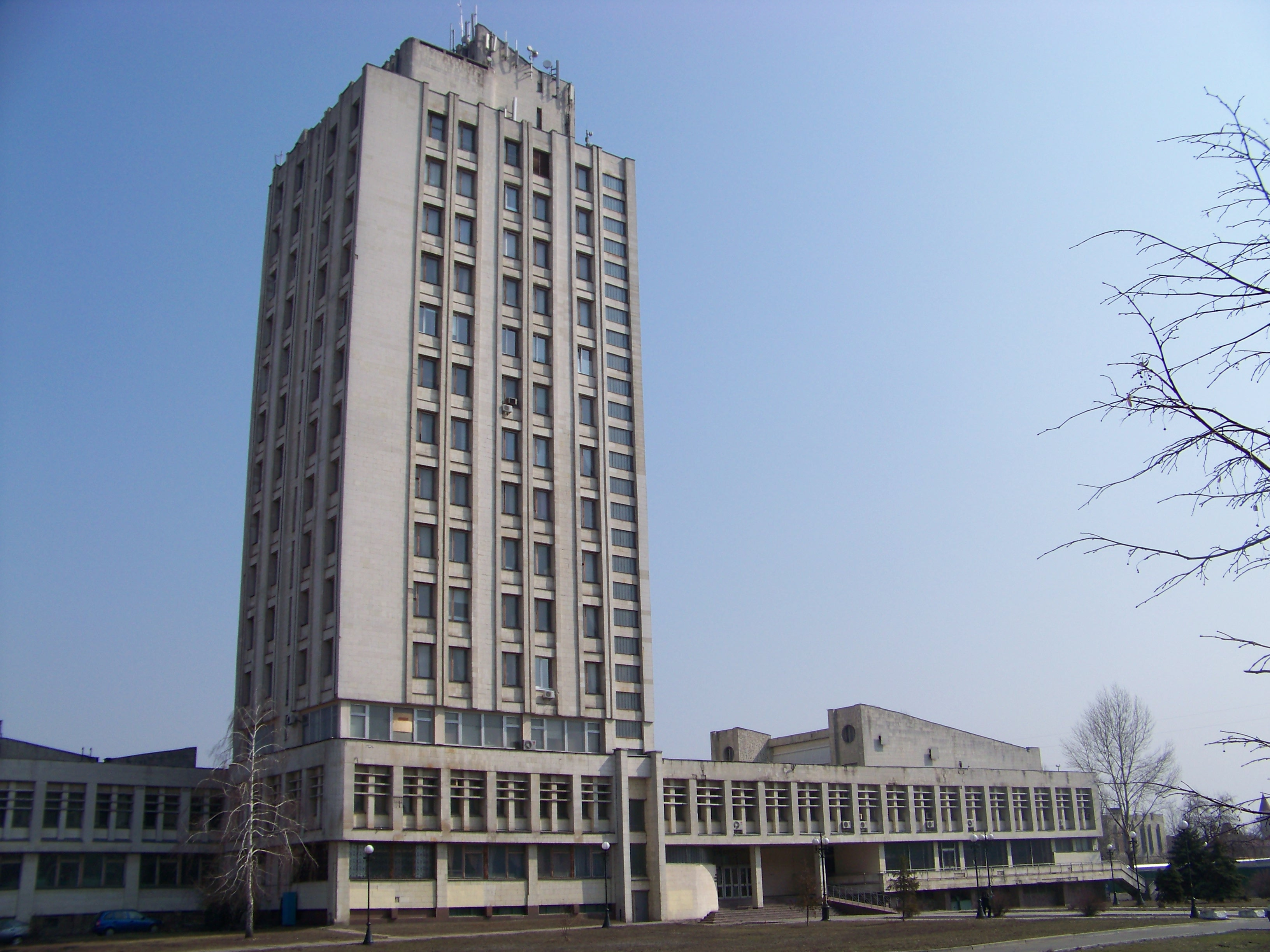
Будівля, де містяться інститути археології та гідробіології НАН України
Інститут кібернетики імені В. М. Глушкова НАН України
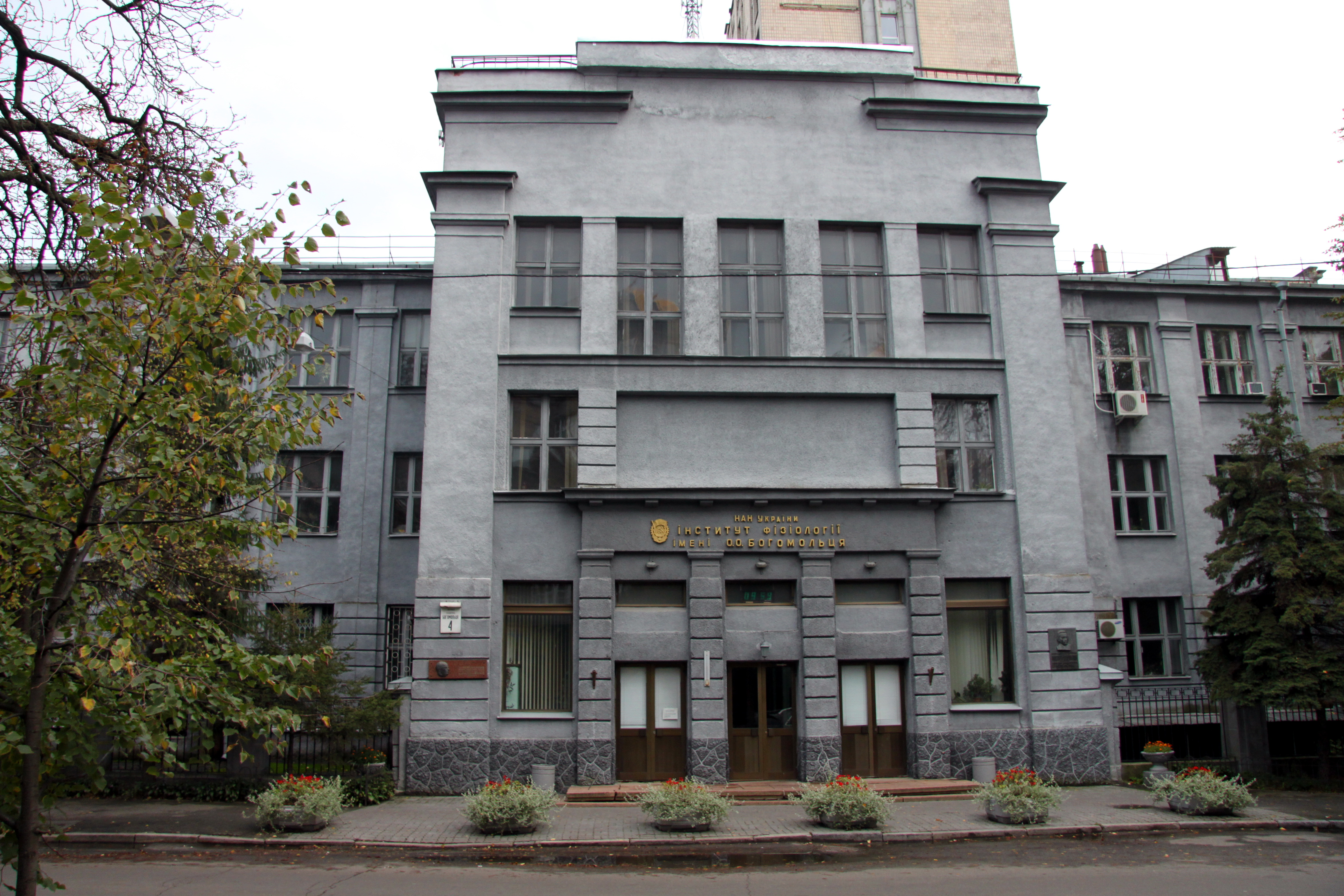
Інститут фізіології імені О. О. Богомольця НАН України

## Огляд науки в Україні по галузях

### Фізика в Україні
Перші фізичні школи на території сучасної України розвинулися в Київському та Харківському університетах ще в XIX столітті. Великий поштовх розвитку фізики в УРСР дало створення Українського фізико-технічного інституту в Харкові, де вперше в СРСР було розщеплено ядро атому літію. Подальші репресії знищили низку фізичних дослідницьких центрів України та видатних фізиків. Проте в другій половині XX століття вдалося частково відновити дослідження в галузі теоретичної фізики та прикладних її аспектів.
На початку XXI століття українські вчені продовжують дослідження з теоретичної фізики, зокрема мають пріоритет у дослідженні теоретичних основ нового матеріалу графену, взаємодіють з міжнародними колабораціями фізиків у ЦЕРН. В галузі експериментальної фізики досліджуються фізичні параметри біологічних молекул (ДНК, білків), їх взаємодії з молекулами потенційних лікарських засобів, склад матеріалів за допомогою тунельної мікроскопії тощо.

### Астрономія в Україні
Астрономічні дослідження ведуться в Україні з XIX століття, коли при університетах відкривалися астрономічні обсерваторії. Відкриття українських астрономів і астрофізиків пов'язані з тілами Сонячної системи, різними класами зір тощо.

### Математика в Україні
Київська та харківська школи математики беруть початок з кінця XIX століття. Потужну львівську школу сформував Стефан Банах у 1920-х роках.

### Хімія в Україні
Відомі численні роботи українських хіміків у галузі органічної хімії, біохімії, колоїдної та фізичної хімії, хімічного матеріалознавства

### Біологія в Україні
Дослідження в галузі біорізноманіття території України проводили німецькі та російські натуралісти ще з XVIII століття. Експериментальна біологія почала розвиватися в XIX столітті як відповідь на потреби медицини та сільського господарства. Біомедичні інституції, такі як Бактеріологічний та Мікробіологічний інститути були першими позауніверситетськими дослідницькими закладами на початку XX століття. В першій половині XX століття на території України сформувалися потужні школи в галузі фізіології, біохімії, генетики, ембріології які, втім, серйозно постраждали внаслідок політичних репресій та Другої світової війни.
На початку XXI століття українські біологи мають гарні наукові результати в галузі молекулярної та клітинної біології, нейрофізіології, біофізики, фармакології, зоології, еволюційної біології. Втім висока ціна досліджень та низьке фінансування примушує все більше біологів залишати Україну та продовжувати дослідження в лабораторіях інших країн.

### Психологія в Україні
Центр психологічних досліджень був заснований у 1920-х роках у Харкові. Інший осередок створив у Києві Григорій Костюк. Політичні репресії та тиск марксистсько-ленінської ідеології утруднював розвиток психології в Україні. Негативно відобразилася на розвитку психології й так звана «Павловська сесія» АН і АМН СРСР.